# Éditions d'Écarts
 (février 2018).
Si vous disposez d'ouvrages ou d'articles de référence ou si vous connaissez des sites web de qualité traitant du thème abordé ici, merci de compléter l'article en donnant les références utiles à sa vérifiabilité et en les liant à la section « Notes et références ».
Les éditions d'Écarts sont une maison d'édition fondée en 1997 par Mireille Batut d'Haussy. 
Leur objectif est de découvrir et de faire connaître des auteurs vivants dont le rapport à la pensée et à l'écriture s'enracine dans les valeurs humaines.
Les éditions d'Écarts ne sont affiliées à aucun réseau de diffusion ni de distribution.
La maison adhère à la fédération d'éditeurs indépendants L'Autre Livre. 